# Jota Chamaeleontis
Jota Chamaeleontis (ι Chamaeleontis, förkortat Jota Cha, ι Cha) som är stjärnans Bayerbeteckning, är en ensam stjärna belägen i den mellersta delen av stjärnbilden Kameleonten. Den har en skenbar magnitud på 5,36 och är knappt synlig för blotta ögat och endast där ljusföroreningar ej förekommer. Baserat på parallaxmätning inom Hipparcosuppdraget på ca 17,2 mas, beräknas den befinna sig på ett avstånd på ca 190 ljusår (ca 58 parsek) från solen.

## Egenskaper
Jota Chamaeleontis är en blå till vit underjättestjärna av spektralklass F3/5 III/V. Den har en radie som är ca 3,7 gånger större än solens och utsänder från dess fotosfär ca 21 gånger mera energi än solen vid en effektiv temperatur på ca 6 300 K.